# Пеплов, Алексей Павлович
Алексе́й Па́влович Пе́плов (5 января 1977) — российский футболист, полузащитник и нападающий.

## Карьера
С 1995 по 1996 год был в составе краснодарского «Колоса»: в 1995 году провёл 11 игр за «Колос-д» в Третьей лиге, а 30 июня 1996 года сыграл в Кубке России.
В июле 1996 года перешёл в «Ростсельмаш», где был затем в составе до 1998 года, и за который дебютировал в Высшей лиге России, где сыграл 2 матча: 24 августа 1996 и 14 июня 1997, в обоих случаях выйдя на замену в конце встречи. Кроме того, в 1997 году провёл 4 поединка за «Ростсельмаш-д» в Третьей лиге.
В 1999 году пополнил ряды «Кубани», в составе которой принял участие в 10 играх первенства. Сезон 2001 года провёл в клубе «Торпедо-Виктория», сыграл 16 матчей в первенстве и 2 встречи в Кубке России.